# إنسان هايدلبيرغ
إنسان هايدلبيرغ (الاسم العلمي: Homo heidelbergensis، وتُلفظ: هومو هايدلبيرغينيسيس)، نوع أو نويع منقرض من الإنسان البدائي من جنس الهومو، يرجح أنه الأصل المباشر لإنسان نياندرتال في أوروبا والإنسان، تعود أحسن بقاياه التي تدل على وجوده إلى ما قبل (600 و 400) ألف سنة. تتشابه تقنيات الأدوات التي استخدمها هذا الإنسان بتلك التي استخدمها الإنسان المنتصب (إيريكتوس). وقد سمي على اسم جامعة هايدلبرغ. اكتشفت أول أحافيره في جنوب ألمانيا عام 1907م ثم فرنسا ثم اليونان ثم إيطاليا.
حدث أول الاكتشاف لهذا النوع (عبارة عن عظام فك سفلي) خلال مستهل القرن العشرين وتحديداً عام 1907 على يد عالم الأنثروبولوجيا الألماني أوتو شوتنساك. تشترك جماجم هذا النوع في بعض السمات مع كل من الإنسان المنتصب والانسان العاقل الحديث تشريحاً، كان دماغ إنسان هايدلبيرغ كبيرًا مثل دماغ الإنسان العاقل. يحوي كهف (سيما دي لوس هويسوس) في منطقة أتابويركا في شمال إسبانيا طبقات غنية جدًا من الرواسب حيث بقيت أعمال الحفر قائمة حتى عام 2018.
تتوزع رفات إنسان هايدلبيرغ في جميع أنحاء شرق وجنوب أفريقيا (إثيوبيا، ناميبيا، جنوب إفريقيا) وكذلك في أوروبا (إنجلترا، فرنسا، ألمانيا، اليونان، المجر، إيطاليا، البرتغال، إسبانيا). لم تتوضح علاقتها بدقة مع كل من أسلاف البشر السابقين والإنسان العاقل، ومع السلالات اللاحقة من النياندرتال والدينيسوفان والبشر المعاصرون.
اقترح البعض حقيقة أنَّ الإنسان العاقل هو فرع مشتق من إنسان هايدلبيرغ عن طريق إنسان روديسيا الموجود في شرق وشمال أفريقيا منذ حوالي 400000 سنة مضت. إنَّ تحديد التاريخ بشكل صحيح للعديد من الحفريات في نوع زمني معين هو أمر صعب وغالبًا ما يسبب اختلافات في الرأي بين علماء علم مستحاثات البشر بسبب عدم وجود خطوط فاصلة مقبولة عالميًا بين الإنسان المنتصب وإنسان هايدلبيرغ وإنسان روديسيا والنياندرتال.
من غير المؤكد ما إذا كان إنسان هايدلبيرغ هو سلف الإنسان العاقل، حيث تُخفي الفجوة الأحفورية في إفريقيا الممتدة بين 260000 و 400000 سنة مضت التحول المفترض للإنسان العاقل من إنسان روديسيا. يبدو أنَّ التحليل الجيني للأحافير الموجودة في كهف سيما دي لوس هويسوس عام 2016 يشير إلى أن إنسان هايدلبيرغ يجب أن يُدرج في سلالة النياندرتال، مثل إنسان ما قبل النياندرتال أو إنسان النياندرتال القديم أو إنسان النياندرتال الأولي. قدّر زمن الانفصال بين إنسان النياندرتال والسلالات الحديثة إلى ما قبل ظهور إنسان هايدلبيرغ (أي نحو 600000 إلى 800000 سنة) وهو الوقت التقريبي لاختفاء إنسان السلف. كما أنَّ التفريق بين إنسان هايدلبيرغ والإنسان المنتصب غير واضح أيضًا. ومن خلال النظر إلى الأدلة نجد عدم توفر دليل مباشر يشير إلى أن إنسان هايدلبيرغ يرتبط بالإنسان المعاصر.

## التفرع والتصنيف
يُعتقد أن إنسان هايدلبيرغ قد انحدر من إنسان السلف منذ حوالي 800000 إلى 700000 عام. يعود تاريخ أقدم مستحاثة معروفة لإنسان هايدلبيرغ إلى نحو 600000 عام مضت، ولكن أدوات حجر الصوان التي عثر عليها في عام 2005 في حي بيكفيلد في سوفولك مع أسنان تعود لفأر الماء الأوربي (أحد الأنواع الرئيسية المستخدمة في عملية التأريخ) تشير إلى وجود البشر في إنجلترا قبل 700000 عام، ويفترض أنها تتزامن مع شكل انتقالي بين إنسان السلف وإنسان هايدلبيرغ. تم اكتشاف خمسين أثر لأقدام بشرية يعود تاريخها إلى ما يقارب مليون عام في مدينة هابيسبورغ في بريطانيا. من المحتمل أن يكونوا لإنسان السلف الذي عاش منذ فترة ما بين 1.2 مليون إلى 800000 عام مضت.
يفترض أن إنسان هايدلبيرغ في أوروبا أدى إلى ظهور إنسان النياندرتال قبل 240000 عام (وهو تاريخ افتراضي مستنتج من الفجوة الأحفورية، ويطلق على إنسان هايدلبيرغ الأخير في أوروبا قبل 240000 عام اسم إنسان ما قبل النياندرتال). ومن المحتمل أن يكون الإنسان العاقل صنف مشتق من إنسان روديسيا (إنسان هايدلبيرغ الإفريقي) بعد حوالي 300000 عام.
تمت مناقشة الاختلاف الشكلي بين القسم الأوروبي والأفريقي من إنسان هايدلبيرغ خلال مرحلة ولستونيان (مرحلة في منتصف العصر الحديث الأقرب) ومرحلة ايبسويتشين (آخر فترات العصر الجليدي الرباعي) بناءً على أدلة من جمجمة أتابويركا في إسبانيا وجمجمة كابوي في زامبيا.
من غير الواضح حتى الآن عملية تفرّع إنسان هايدلبيرغ من الإنسان المنتصب أو عملية تفرع الإنسان الحديث والنياندرتال من إنسان هايدلبيرغ ولا تزال موضوع نقاش. يوصف كلٌ من الإنسان المنتصب وإنسان هايدلبيرغ على أنهما نوعان متعددا الأشكال، مرّوا بعدد من اختناقات عنق الزجاجة وما ينتج عنها. خضع البشر بحسب ملخص هوبلن عام 2013 في عصر البليستوسين الأوسط في أوراسيا لسلسلة من اختناقات عنق الزجاجة بسبب العصور الجليدية.
يتباعد قسم أوراسيا الغربية المتفرّع من إنسان روديسيا أو إنسان النياندرتال في مرحلة انغيليان منذ 480000 سنة ولكن يعود لينضم إليه بعد ذلك منذ 130000 سنة، مما يشير إلى حدوث انقسام بين إنسان هايدلبيرغ الأوراسي وإنسان النياندرتال قبل 424000 سنة. هناك فجوة أحفورية في إفريقيا ما بين 400000 و 260000 سنة مضت تخفي التفرّع المفترض للإنسان العاقل الحديث من إنسان روديسيا.
قال كريس سترينجر في عام 2012 أن إنسان هايدلبيرغ يعتبر نوع زمني مستقل. صنفت دراسة وراثية جرت في عام 2013 على بقايا سيما دي لوس هويسوس الأحفورية هذه البقايا على أنها تعود لإنسان هايدلبيرغ أو لإنسان النياندرتال الأولي.
كان العديد من الخبراء متخوفون لأكثر من نصف قرن في قبول إنسان هايدلبيرغ كصنف مستقل بسبب ندرة العينات، مما حال دون إجراء مقارنات شكلية مفصّلة وكافية لتمييز إنسان هايدلبيرغ عن الأنواع البشرية المعروفة الأخرى. عادت أنواع إنسان هايدلبيرغ للظهور بسبب اكتشافات عديدة لأحافير العصر البليستوسين الأوسط منذ تسعينيات القرن العشرين.
بقي معهد علم الحفريات بجامعة هايدلبرغ (حيث يتم الاحتفاظ بالعينة منذ عام 1908) يصنفها على أنها إنسان هايدلبيرغ منتصب حتى أواخر عام 2010، أي صنفها على أنها نوع من أنواع الإنسان المنتصب. وقد تم تغيير ذلك ليصبح إنسان هايدلبيرغ نوعًا منفصلًا في عام 2015.
يصنف إنسان روديسيا الآن على أنه إنسان هايدلبيرغ على الرغم من اقتراح تسميات أخرى مثل إنسان روديسيا العاقل. كما اقترح العالم وايت وآخرون في عام 2003 أن إنسان روديسيا هو سلف للإنسان العاقل الأول (إنسان هيرتو).

## علم التشكل
إنسان هايدلبيرغ هو شكل وسطي بين الإنسان المنتصب وإنسان النياندرتال، يملك حجم جمجمة نموذجي يقدر بنحو 1250 سم مكعب. «إن تشريح إنسان هايدلبيرغ يوضح كونه بدائي أكثر من إنسان النياندرتال، ولكن يوحي قوس الأسنان المستدير المتقن مع صف الأسنان الكامل كونه إنسانيًا».
تُظهر النتائج بشكل عام استمرار التوجهات التطورية الناشئة من عصر البليستوسين الأول وحتى عصر البليستوسين الأوسط. بالإضافة إلى التغيرات في متانة الجمجمة والأسنان مع زيادة ملحوظة في حجم المخ من الإنسان المنتصب وحتى إنسان هايدلبيرغ.
يبلغ متوسط طول ذكور إنسان هايدلبيرغ نحو 1.75 م (5 قدم 9 بوصات) ويزن 62 كجم (136 رطل). وبلغ متوسط طول الإناث 1.57 م (5 قدم 2 بوصة) ووزنهنّ 51 كجم (112 رطل).
ساعدت عملية إعادة تركيب 27 عظمة بشرية كاملة للأطراف الموجودة في أتابويركا (في بورغوس في إسبانيا) في تحديد ارتفاع إنسان هايدلبيرغ مقارنة بإنسان نياندرتال، استنتج أن طول إنسان هايدلبيرغ يبلغ في المتوسط نحو 170 سم (5 أقدام و 7 بوصات) وكان أطول قليلاً من إنسان النياندرتال.
ووفقًا لما قاله (لي بيرغر) من جامعة ويتواترسراند: تشير بقايا عظام الساق والفخذ إلى أن إنسان هايدلبيرغ الذي عاش منذ 350000 و 400000 سنة مضت كان يزيد طوله عن 2.13 متر (7 قدم). واعتبرها تجربة قصيرة الأجل استمرت خلال توسع الموارد حيث أدت إلى تضخم حيوانات ذوات الحوافر والظباء.

## المستحاثات

### أوروبا

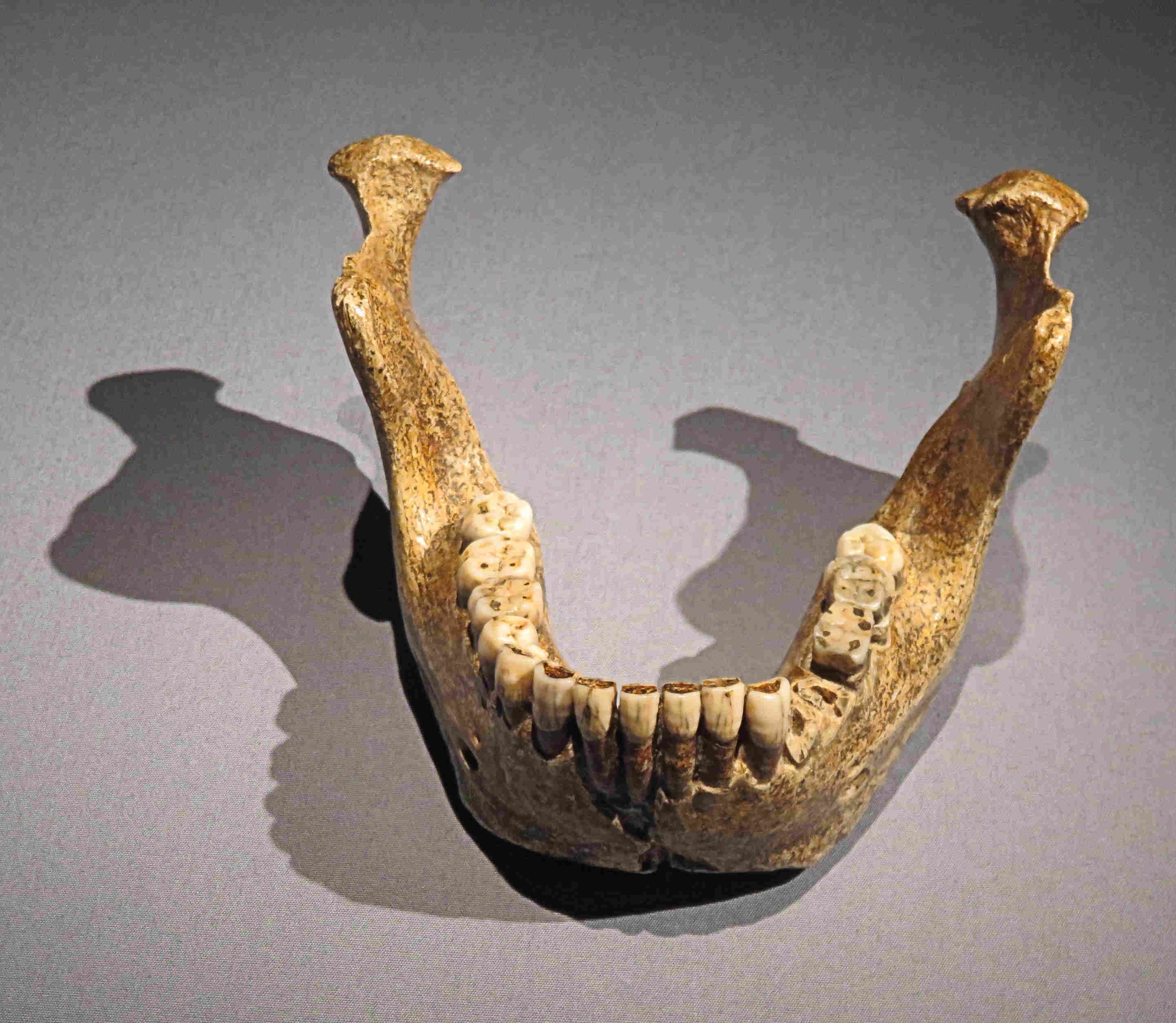
العينة النمطية الأصلية لعظام الفك السفلي لإنسان هايدلبيرغ من قرية موير بألمانيا

تم العثور على عينة موير 1 وهي أول اكتشاف لمستحاثات من هذا النوع في 21 أكتوبر / تشرين الأول من عام 1907 في قرية موير بالقرب من هايدلبيرغ في ألمانيا. ومع ذلك لم يحظى الاكتشاف بالاهتمام العام حتى عام 1908. تتكون المستحاثة من فك في حالة جيدة عدا الأسنان الطاحنة الأمامية مفقودة، وعثر عليها لاحقا بالقرب من الفك. قام العالم أوتو شويتينساك من جامعة هايدلبرغ بتحديد وتسمية هذه المستحاثة.
تم العثور على بقايا إنسان هايدلبيرغ التالية في منطقة اشتاينهايم آن در مور في ألمانيا، وهي جمجمة شتاينهايم تعود لـ 350000 سنة مضت، ومستحاثة (أراغو 21) في منطقة أراغو في فرنسا، وأيضا في كهف بترالونا في اليونان، وفي إيطاليا.
أعطي اسم إنسان بوكسجروف لمستحاثة الساق المكتشفة في عام 1994 في منطقة بوكسجروف بالقرب من بحر المانش. تم العثور على المستحاثة مع المئات من الفؤوس الحجرية التي يعود تاريخها إلى ما بين 478000 و 524000 سنة مضت. عُثر لاحقًا على العديد من الأسنان التابعة لإنسان هايدلبيرغ في نفس الموقع.
وجد فريق اسباني منذ عام 1992 وحتى الآن أكثر من 5500 عظمة بشرية تعود إلى تاريخ لا يقل عن 350000 عام في موقع سيما دي لوس هويسوس في شمال إسبانيا. تحتوي الحفرة على مستحاثات تابعة لـ 32 شخصًا إلى جانب بقايا لدب دينينغر وغيرها من الحيوانات آكلة اللحوم وفأس حجري. ومن المفترض أن الفأس الأشوليني المصنوع من حجر الكوارتز الأحمر كان يستخدم كنوع من الطقوس لتقديم الجنازة. وإذا كان هذا الأمر صحيحًا سيكون ذلك أقدم دليل على وجود ممارسات جنائزية. تم استخراج 90% من بقايا إنسان هايدلبيرغ المعروفة من هذا الموقع. تشمل هذه المستحاثات:
- قحف جمجمة كامل (الجمجمة 5) يسمى ميغيلون، وأجزاء من قحف جمجمة أخرى مثل الجمجمة 4 يسمى أغاميمنون، والجمجمة 6 المسماة روي.
- عظام حوض كاملة (الحوض 1) المسمى إلفيس كتخليد لذكرى إلفيس بريسلي.
- عظام الفك السفلي والأسنان والعديد من عظام الجسد (عظم الفخذ وعظام اليد والقدم والفقرات والأضلاع وما إلى ذلك)

تحتوي بعض المواقع القريبة على مستحاثات إنسان السلف الوحيدة المعروفة حتى الآن.
هناك خلاف بين العلماء حول ما إذا كانت البقايا في سيما دي لوس هويسوس تعود لإنسان هايدلبيرغ أو لإنسان النياندرتال الأول. كشفت دراسة في عام 2015 على عينات الحمض النووي للمتقدرات من ثلاثة كهوف في سيما دي لوس هويسوس أنها «مرتبطة ارتباطًا وثيقًا بالحمض النووي للمتقدرات في دينيسوفان أكثر من ارتباطها بتلك الموجودة في إنسان النياندرتال.» 
حدد تحليل الحمض النووي في عام 2016 أن البشر في كهوف سيما دي لوس هويسوس هم من النياندرتال وليسوا من دينيسوفان وأن الاختلاف التشريحي بين إنسان النياندرتال والدينيسوفان والبشر المعاصرون كان قبل 430000 عام.
افترضت الدراسات الحديثة أنّ الإنسان العاقل وإنسان النياندرتال منفصلان عن فرع الإنسان البشري. واقترح العلماء أيضًا «احتمال وجود مستحاثات تعود لإنسان هايدلبيرغ من آسيا، ومن الممكن أن يمثلوا أسلاف دينيسوفان.»

## صفاته
يرجح أنه من أحفاد الإنسان العامل المشابه له. لكن باعتبار أن إنسان هايدلبيرغ يملك دماغاً أكبر حجماً يتراوح ما بين 1100 - 1400 سم3 (يزيد عن معدل حجم دماغ الإنسان الحالي البالغ 1350 سم3)، وأنه يمتاز باستخدام متطور للأدوات وأنماط متقدمة من السلوك، فقد تم تصنيفه على حدة. يبلغ طول إنسان هايدلبيرغ نحو 1.8 م بالمتوسط وله تكوين عضلي أكبر من الإنسان الحالي أيضاً.

## سلوكه
تظهر بعض اللقيات بصورة نظرية فقط إلى أنه ربما يكون أول نوع بشري يدفن موتاه، لكن هذا ما يزال محل جدل ومعارضة. يظن بعض الخبراء بأن إنسان هايدلبيرغ مثله مثل سليله إنسان نياندرتال تمتع بقدرة بدائية على استخدام اللغة. لم يتم العثور على أي مصنوعات متطورة أو أعمال فنية من صنعه حتى الآن، لكن تم العثور على المغرة التي تستخدم في الصبغ والتلوين في حفريات جنوب فرنسا.

## الصيد
تشير الآثار التي تحملها عظام غزلان وأفيال وخيول وجدت بالقرب من مستعمرات إنسان هايدلبيرغ إلى أنها ذبحت وقطعت، وإلى أن بعضها كان يزن 700 كغ أو ربما أكثر. علماً أن حيوانات مثل الماموث والأسد الأوروبي كانت تجوب القارة الأوروبية خلال تلك الحقبة.
كما عثر على رماح خشبية تعود إلى 400 ألف عام شمال ألمانيا يعتقد بأنها صنعت بأياد الإنسان المنتصب أو إنسان هايدلبيرغ. عموماً تترافق الأسلحة المعدة للرمي كالرماح مع الإنسان العاقل، وهو على الغالب أمر متعلق بالأساليب المعتمدة في الصيد أكثر من علاقته بالقدرات والتقنيات المتوفرة.

## وصلات خارجية
- إنسان هايدلبيرغ - برنامج الأصول البشريَّة لمؤسسة سميثسونيان (بالإنجليزية)
- مركز اليونسكو لمواقع التراث العالمي - موقع أتابويركا الأثري (بالإنجليزية)